# Серкамон
Серкамон (фр.Cercamon) — провансальский трубадур, годы расцвета творчества 1135 — 1145.

## Биография
Настоящее имя одного из самых ранних поэтов, писавших на провансальском языке, неизвестно. Прозвище его означает «Ищущий мира» (точнее «Странствующий по свету»). Родился, вероятно, в Гаскони и большую часть жизни работал при дворе Гийома X Аквитанского (возможно, также при дворе Эбле III Вентадорнского). Некоторые средневековые авторы называли его учителем Маркабрюна.
Позднейшая традиция приписывает Серкамону изобретение ряда типичных для трубадуров поэтических жанров — плача (planh), тенсоны (tenso), сирвенты (sirvente); наибольшую славу среди современников принесли Серкамону пастурели (не сохранились). До нашего времени дошли 7 его поэтических сочинений, при этом ни одного нотного памятника его музыки неизвестно.